# Gül Keskinler
Günsel Gül Keskinler (* 1960 in Istanbul) war von 2006 bis 2016 Integrationsbeauftragte des Deutschen Fußball-Bundes und dem Vorstand des DFB mit beratender Stimme angehörig.
Keskinler stammt aus der Türkei und siedelte 1970 nach Deutschland über. Nach dem Erwerb der Fachhochschulreife 1982 ließ sie sich zur Industriekauffrau ausbilden und schloss ein berufsbegleitendes Studium der Betriebswirtschaftslehre an. Nach einem Aufbaustudium zur Personal- und Organisationsentwicklung machte Keskinler sich 2001 in ebendiesem Bereich selbständig.
Seit 1998 ist die gebürtige Türkin deutsche Staatsbürgerin, 1999 trat sie in die CDU ein. Danach gehörte Keskinler zeitweilig zum Vorstand des Deutsch-Türkischen Forums der CDU Nordrhein-Westfalens. 2000 folgte eine Berufung in die „Präsidiumsarbeitsgruppe Zuwanderung und Integration“. Daneben Projekte im In- und Ausland. Eines, „Start – Sport überspringt kulturelle Hürden“, für das sie als Projektmanagerin tätig war, wurde im Frühling 2005 mit dem Integrationspreis des Landes Hessen ausgezeichnet. 2006 wurde Keskinler als Integrationsbeauftragte in den Vorstand des DFB berufen. Auch ist sie Teilnehmerin der ersten Stunde des Deutschen Integrationsgipfels. Im November 2016 wurde sie vom ehemaligen Nationalspieler Cacau abgelöst und feierlich verabschiedet.
Gül Keskinler unterstützte als Botschafterin die Initiative Respekt! Kein Platz für Rassismus.

## Weblink
- Bericht über Keskinler auf dfb.de